# New Haw
New Haw ist ein Dorf in der britischen Grafschaft Surrey.
Es befindet sich etwa 50 km südwestlich der britischen Hauptstadt London.
Nachbargemeinden des Dorfes sind West Byfleet, Woodham, Weybridge, Addlestone sowie Ottershaw. Die im Jahre 1911 erbaute Kirche All Saints' Church gehört zur Diözese Guildford.
In der Gemeinde befinden sich drei Schulen: New Haw Junior School, Fullbrook School, Grange Community Infant School.
Die Gemeinde teilt sich den örtlichen Bahnhof zusammen mit der Nachbargemeinde Byfleet. Derzeit leben etwa 5646 Menschen in New Haw.
Die Autobahn M25 Motorway verläuft 3 Meilen von der Gemeinde entfernt.